# Aeropuertos de Cataluña
Aeropuertos de Cataluña (en catalán: Aeroports de Catalunya) es un ente público con sede en la ciudad de Barcelona, creado por la Generalidad de Cataluña, en virtud de lo previsto en la Ley Autonómica 14/2009, de aeropuertos, aeródromos, helipuertos y otras infraestructuras aeroportuarias. 
Orgánicamente está adscrito al Departamento de Territorio y Sostenibilidad, y tiene encomendada la gestión de los aeropuertos, aeródromos y helipuertos cuya titularidad corresponda a la Generalidad de Cataluña.
En aplicación de esas competencias y según lo establecido en el artículo 140 del vigente Estatuto de Autonomía de Cataluña, la sociedad prevé la gestión futura de los aeropuertos radicados en la comunidad autónoma, que no tengan la consideración de interés general. En la actualidad los únicos aeropuertos que cumplen este requisito son el de Lérida-Alguaire y el de Andorra-La Seu.
Los aeropuertos de interés general de Barcelona-El Prat, Gerona-Costa Brava, Reus y Sabadell pertenecen a la sociedad anónima Aena, cuyo accionista mayoritario (51%) es el ente público ENAIRE.